# Ray Price
Ray Price (12 de enero de 1926 - 16 de diciembre de 2013) fue un cantante, guitarrista y compositor de música country estadounidense. Su voz de barítono de amplio rango se ha situado entre las mejores voces masculinas de la música de este género.

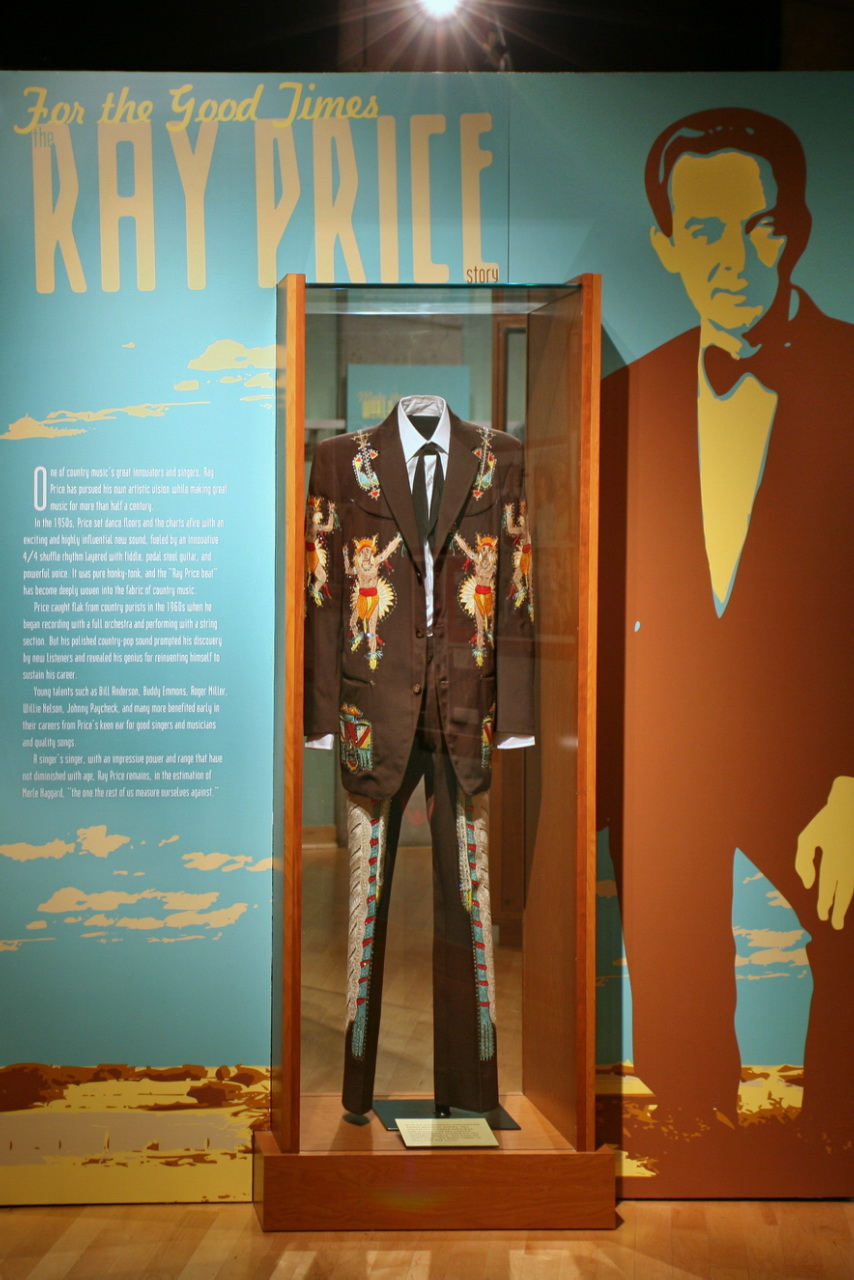
Ray Price en el Country Music Hall of Fame

Algunas de sus grabaciones más destacadas son "Release Me", "Crazy Arms", "Heartaches by the Number", "City Lights", "My Shoes Keep Walking Back to You", "For the Good Times", "Night Life", "I Won't Mention It Again", "You're the Best Thing That Ever Happened to Me" y "Danny Boy". Fue elegido para el Country Music Hall of Fame en 1996 y a sus más de 80 años siguió realizando giras.

## Ray Price Shuffle
Price se convirtió en uno de los baluartes del honky tonk de 1950, con éxitos como "Talk to Your Heart" (1952) y "Release Me". Más tarde desarrolló el famoso "Ray Price Shuffle", un arreglo de 4/4 del honky tonk con una walking bassline clara que se puede escuchar en "Crazy Arms" (1956) y muchas de sus otras grabaciones de la década de 1950.

## Cáncer y muerte
El 6 de noviembre de 2012, Price confirmó que estaba luchando contra el cáncer de páncreas. Price le dijo al San Antonio Express-News que había estado recibiendo quimioterapia durante los últimos seis meses. [9] Una alternativa a la quimioterapia habría sido la cirugía que consistía en extirpar el páncreas junto con partes del estómago y el hígado, lo que habría significado una larga recuperación y una estadía en un asilo de ancianos. Price dijo: "Esa no es una gran opción para mí. Dios sabe que quiero vivir tanto como pueda, pero no quiero vivir así". [9] Le dijo al periódico: "El médico dijo que todos los hombres tendrán cáncer si viven lo suficiente. No sé por qué lo tengo, ¡no soy viejo!". [9]
Aunque en febrero de 2013 el cáncer parecía estar en remisión, Price fue hospitalizado en mayo de 2013 con deshidratación severa. [10] [11] El 2 de diciembre de 2013, Price ingresó en un hospital de Tyler, Texas, en las etapas finales de cáncer de páncreas, según su hijo, luego se fue el 12 de diciembre para recibir cuidados paliativos en el hogar. [12] Price murió en su casa en Mt. Pleasant, Texas, el 16 de diciembre de 2013, a los 87 años. [13] [14] Price fue enterrado en Restland Memorial Park en Dallas, Texas.

## Discografía
- Ray Price discography

## Premios
Academia de la música country
- 1970 Álbum of the Year - "For The Good Times"
- 1970 Single of the Year - "For The Good Times"

Asociación de música country
- 1971 Álbum of the Year - "I Won't Mention It Again"

Museo y Salón de la Fama del Country
- Inducted in 1996

Premios Grammy
- Mejor actuación vocal masculina 1971 - "For The Good Times"
- Mejor colaboración country vocal 2008 con Willie Nelson - "Lost Highway"